# Lingue elamo-dravidiche
Le lingue elamo-dravidiche sono un'ipotetica famiglia linguistica, proposta dal linguista David McAlpin nel 1975, che collegherebbe la lingua proto-dravidica dell'India, protolingua delle lingue dravidiche, con l'estinta lingua elamica parlata nell'antichissimo regno d'Elam (stanziato nell'attuale Iran sudoccidentale).

## Argomentazioni linguistiche
McAlpin (1975), nei suoi studi, identifica molte somiglianze tra l'elamico ed il dravidico. Afferma che il 20% dei vocabolari dravidico ed elamico sia formato da parole imparentate mentre il 12% lo sarebbero con un alto grado di probabilità. Inoltre l'elamico ed il dravidico hanno pronomi della seconda persona simili e declinazioni parallele, identici derivati e sostantivi astratti, e la medesima struttura per le voci verbali: radice+marcatore temporale+suffisso personale. Entrambi hanno due tempi positivi, un passato ed un non-passato.
Altri linguisti, però, come Georgiy Starostin, criticano la proposta di McAlpin, affermando che le corrispondenze morfologiche tra l'elamico ed il dravidico non siano così vicine come quelle con altre famiglie linguistiche.

## Collegamenti culturali proposti
A parte le somiglianze linguistiche, l'ipotesi elamo-dravidica poggia sull'idea che lo sviluppo dell'agricoltura della valle dell'Indo sia derivato dal Vicino Oriente attraverso la regione d'Elam. Ciò suggerirebbe che gli agricoltori abbiano portato una nuova lingua, oltre alle nuove tecniche. A supporto di ciò, i dati etno-botanici indicano l'origine medio-orientale sia del grano che del suo nome (D. Fuller). Un'ulteriore prova è data dalle tracce di notevoli commerci tra Elam e le civiltà della valle dell'Indo, che potrebbero essere state accompagnata anche da collegamenti culturali.
La distribuzione delle lingue dravidiche ancora parlate, concentrate prevalentemente nel sud dell'India ma con isolati areali nel sud-est dell'Iran, nell'Afghanistan meridionale, nel Pakistan (brahui) ed in India centro-orientale (kurukh, malto), suggerisce la possibilità che anticamente queste lingue fossero parlate in una zona più ampia. Tuttavia per alcune lingue dravidiche settentrionali come il brahui, il kurukh ed il malto sono state proposte varie origini ., i Kurukh tradizionalmente affermano di provenire dalla penisola del Deccan, in particolare da Karnataka. Analoga tradizione per i Brahui. Essi si definiscono "immigrati". Molti studiosi sostengono questa ipotesi ad esempio, L. H. Horace Perera e M. Ratnasabapathy. inoltre, hanno recentemente dimostrato che i Brahui migrarono in Baluchistan dall'India centrale dopo il 1000 d.C. L'assenza, nel brahui, di qualsiasi antica parola presa in prestito dall'iraniano supporterebbe questa ipotesi.

## Scrittura
I proponenti dell'ipotesi affermano esserci similitudini tra l'antica scrittura harappana, usata da alcune civiltà della valle dell'Indo, che non sono ancora state decifrate, e la primitiva scrittura proto-elamica.